# Charles Grandgagnage

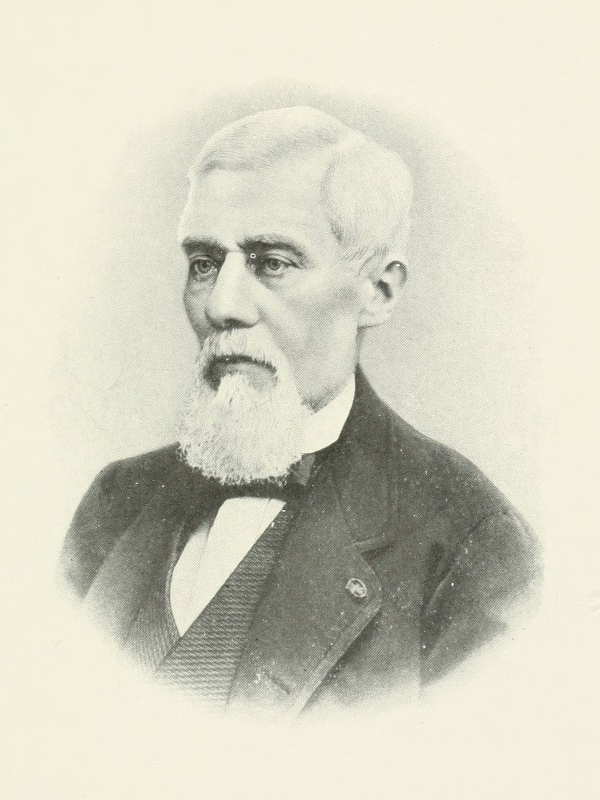
Charles Grandgagnage

Charles Grandgagnage (* 1812 in Lüttich; † 1878 ebenda) war ein belgischer Romanist und Wallonist.

## Leben und Werk
Charles Grandgagnage, Neffe des Schriftstellers Joseph Grandgagnage (1797–1877), gilt als Erfinder der Bezeichnung Wallonie im heutigen Sinne und mit seinem von Friedrich Diez beeinflussten Etymologischen Wörterbuch des Wallonischen (1845) als der Urvater der Wallonistik. Er war Abgeordneter und Senator in Lüttich und 1856 Mitbegründer und bis 1876 erster Präsident der Société Liégeoise de Littérature Wallonne (heute: Société de langue et de littérature wallonnes).
Jean Haust hat 1929 seinen Dictionnaire liégeois  dem Andenken von Grandgagnage gewidmet.

## Werke
- Dictionnaire étymologique de la langue wallonne (vollendet von August Scheler), Lüttich/Brüssel 1845-1850-1880, Genf 1969, Brüssel 1980 (358+646 Seiten)
- Mémoire sur les anciens noms de lieux dans la Belgique orientale, Brüssel 1855
- Vocabulaire des anciens noms de lieux de la Belgique orientale, Lüttich 1859
- Coutumes de Namur et coutume de Philippeville, 2 Bde., Brüssel 1869–1870